# 福岡市美術館
福岡市美術館（ふくおかしびじゅつかん）は、福岡県福岡市中央区にある市立の美術館。大濠公園の敷地内にある。

## 概要
2019年3月21日、約2年半にわたる長期リニューアル工事を経て再開。所蔵する作品は、古美術から近現代美術まで約16000点。なおアジア近現代美術の殆どは、1999年3月開館の福岡アジア美術館に移管している。
- 開館時間：9:30-17:30（入館は17:00まで）、7月～10月の金・土曜日は20:00まで開館（入館は19:30まで）。
- 閉館日：月曜日、年末年始（12月28日～1月4日）
- 入場料：常設展示は、一般200円（150円）、高・大生150円（100円）、小・中生無料。特別企画展示は各展覧会によって異なる。

## 常設展示
近現代美術室
九州の近代画家を中心に日本国内国外の近代絵画・彫刻を展示。
- 主な作品 
  - ジョアン・ミロ - 『ゴシック聖堂でオルガン演奏を聞いている踊り子』（1945年）
  - マルク・シャガール - 『空飛ぶアトラージュ』（1945年）
  - サルバドール・ダリ - 『ポルト・リガトの聖母』（1950年）
  - アンディ・ウォーホル - 『エルヴィス』（1963年）、『キャンベル・スープ』（1968年）
  - ジャン＝ミシェル・バスキア - 『無題』（1984年）
  - ルーチョ・フォンタナ - 『空間概念』（1966年）
  - インカ・ショニバレ - 『桜を放つ女性』（2019年）
  - 坂本繁二郎 - 『大島の一部』（1907年）
  - 青木繁 - 『秋声』（1908年）
  - 三岸好太郎 - 『海と射光』（1934年）
  - 草間彌生 - 『南瓜』（1994年）

東光院仏教美術室
旧福岡藩主黒田家菩提寺の一つであった薬王蜜寺東光院が寄贈した仏像を展示。

## 特別展示
一般的な企画特別展示から市民や学生、美術サークル等の作品展示まで幅広い展示を実施。
特別展示室A・B
市民ギャラリーA~D
日本画工芸室
小展示室
企画展示室
古美術企画展示室

## 文化財

### 重要文化財
松永コレクション
- 板絵著色天部像（醍醐寺五重塔壁画断片）
- 紙本著色地獄草紙断簡（勘当の鬼）
- 紙本著色病草紙残欠（肥満女）
- 紙本墨画布袋図 足利義持筆
- 紙本著色花篭図 尾形乾山筆
- 紙本墨画五祖荷鋤図 樵隠悟逸賛
- 銅造菩薩半跏像
- 猿投灰釉壺（さなげかいゆうつぼ）
- 色絵吉野山図茶壺 仁清作
- 五彩魚藻文壺 大明嘉靖年製

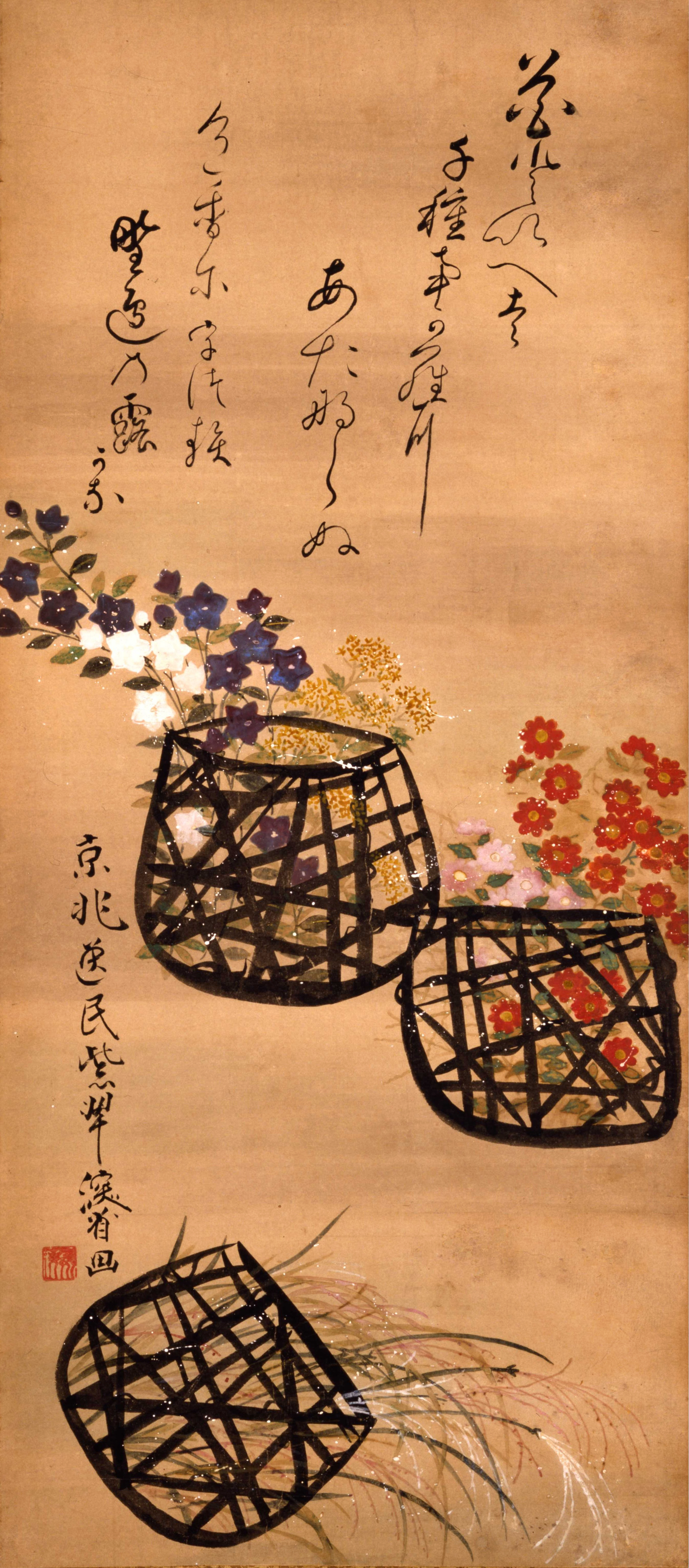
紙本著色花篭図 尾形乾山筆 江戸時代

- 黒漆平文唐櫛笥（くろうるしひょうもん からくしげ）（附 黒漆平文台）
- 線刻十一面観音鏡像 長承三年銘
- 太刀 銘一（松代藩主真田家伝来）
- 童鎧残欠 胸板・胴正面一、栴檀板一、鳩尾板一
- 金剛般若経開題残巻 弘法大師筆
- 古林清茂墨蹟（くりんせいむぼくせき）泰定三年秋孟
- 月江正印墨蹟 七言絶句七首 至正十年秋暮
- 妙総大師道潜墨蹟 尺牘
- 清拙正澄墨蹟 秀山別称偈 嘉暦丙寅年
- 壺形土器 長崎県壱岐市勝本町立石東触出土 弥生時代

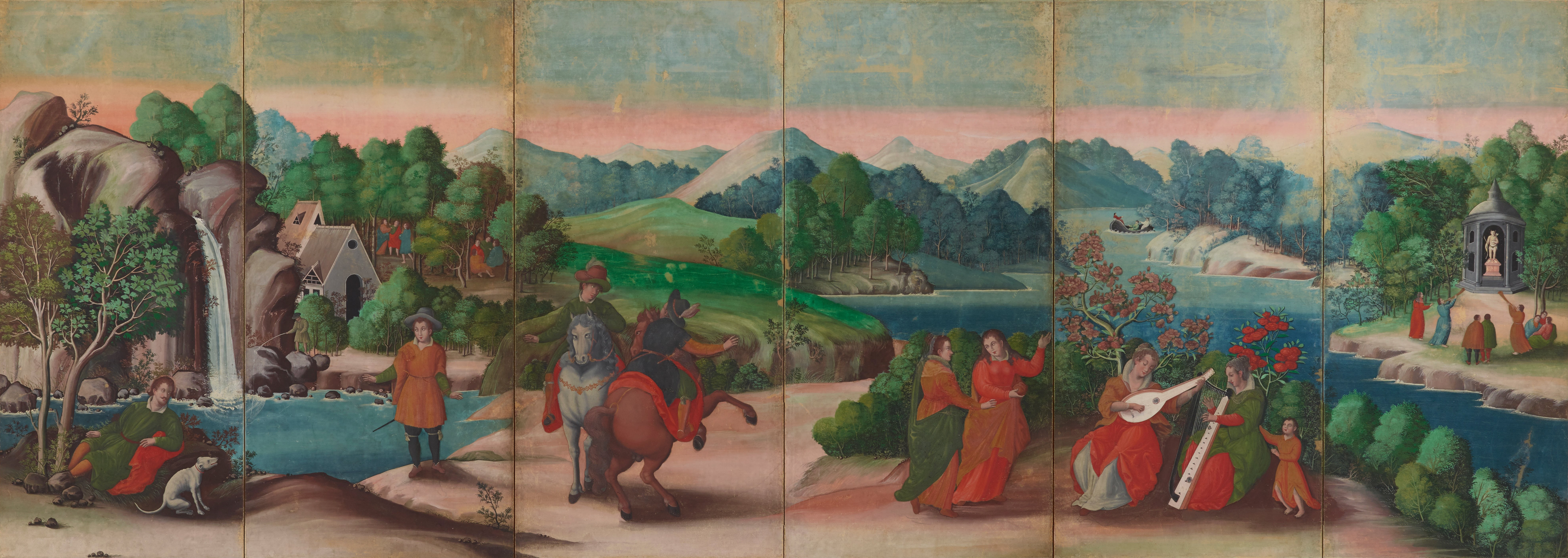
紙本著色泰西風俗図 六曲屏風 桃山時代

黒田資料（1978年、旧福岡藩主黒田家当主・黒田長礼の遺志に基づき、夫人の黒田茂子より寄贈）
- 紙本著色泰西風俗図（しほんちゃくしょく たいせいふうぞくず） 六曲屏風一双
- 波螺鈿鞍（なみらでん くら）
- 源氏物語系図

東光院仏教美術資料
- 木造阿弥陀如来立像
- 木造日光菩薩立像
- 木造十二神将立像 12躯
- 木造十二神将立像 9躯（安底羅（申）、迷企羅（酉）、宮毘羅（亥）の3躯を除く）
- 木造薬師如来坐像
- 木造薬師如来立像

## アクセス
- 福岡市地下鉄大濠公園駅（福岡市美術館口）・六本松駅（科学館前）より各徒歩10分
- 西鉄バス
  - 13番・140番福岡市美術館東口バス停より徒歩3分
  - 6-1・13番・140番福岡城・NHK放送センター入口バス停より徒歩5分
  - 赤坂三丁目バス停より徒歩5分
- 福岡高速環状線西公園出入口より3㎞